# Trionymus haancheni
Trionymus haancheni är en insektsart som beskrevs av Mckenzie 1960. Trionymus haancheni ingår i släktet Trionymus och familjen ullsköldlöss. Inga underarter finns listade i Catalogue of Life.